# Икономика на Азербайджан
Азербайджан има икономика, която е завършила постсъветския преход в основна петролна икономика, откъдето държавата играе главната роля. Големите петролни запаси са основен фактор за икономиката. Националната валута е стабилна през 2000 г., обезценявайки 3,8% спрямо долара. Напредъкът в икономическата реформа най-общо изостава от макроикономическата стабилизация. Правителството предприема регулаторни реформи в някои области. Правителството до голяма степен приключи приватизацията на земеделски земи и малки и средни предприятия. През август 2000 правителството стартира втора фаза на приватизационна програма, в която ще бъдат приватизирани много големи държавни предприятия. От 2001 г. икономическата дейност в страната се регулира от Министерството на икономическото развитие на Азербайджан.